# Gens Sèrgia
La gens Sèrgia (en llatí: gens Sergia, plural Sergii) va ser una gens romana d'origen patrici.
Els Sergii, com altres famílies romanes, deien que eren descendents dels troians i consideraven Sergestos, company d'Eneas, com el seu avantpassat ("Sergestusque, domus tenet a quo Sergia nomen").
Es van destacar molt aviat després de la fundació de la República. El primer que va arribar al consolat va ser Luci Sergi Fidenes l'any 437 aC, però quan van agafar notorietat autènticament va ser en temps de Catilina, que era membre d'aquesta gens.
Entre els cognoms que van usar hi havia els de Catilina, Esquilinus, Fidenas, Orata, Paullus, Plancus i Silus. Aquest darrer és l'únic cognom que apareix a algunes monedes.
Alguns membres importants de la família van ser:
- Luci Sergi Fidenes, cònsol l'any 437 aC
- Marc Sergi Fidenes, tribú amb potestat consular l'any 404 aC
- Marc Sergi Sil, besavi de Catilina
- Luci Sergi Catilina, el personatge més important de la gens Sèrgia. Vinculat a Sul·la, va ser un notable conspirador